# Nguyễn Thế Báu
Nguyễn Thế Báu là Trung tướng Công an nhân dân Việt Nam. Ông từng giữ chức vụ Chánh Thanh tra Bộ Công an Việt Nam.

## Tiểu sử
Năm 2004, ông là Phó Chánh Thanh tra Bộ Công an Việt Nam.
Tháng 3 năm 2006, ông là Đại tá Công an nhân dân Việt Nam, Phó Chánh Thanh tra Bộ Công an Việt Nam.
Tháng 5 năm 2011, ông là Thiếu tướng Công an nhân dân Việt Nam, Chánh Thanh tra Bộ Công an Việt Nam.
Tháng 7 năm 2012, ông là Trung tướng Công an nhân dân Việt Nam, Chánh Thanh tra Bộ Công an Việt Nam.

## Phong tặng

### Lịch sử thụ phong quân hàm
- Thiếu tướng Công an nhân dân Việt Nam
- Trung tướng Công an nhân dân Việt Nam (2011/2012)